# Wolfgang Maaser
Wolfgang Maaser (* 1955) ist ein deutscher evangelischer Theologe.

## Leben
Nach dem Studium (1977–1980) der Religionspädagogik an der EFH Rheinland-Westfalen-Lippe in Düsseldorf (Diplom-Religionspädagoge) und dem Studium (1980–1984) der Theologie und Philosophie an den Universitäten Bochum und Bonn war er von 1985 bis 1990 wissenschaftlicher Mitarbeiter am Lehrstuhl Systematische Theologie (Ethik) der Ruhr-Universität Bochum (Christofer Frey). Nach der Promotion 1990 zum Dr. theol. war er von 1990 bis 1995 wissenschaftlicher Assistent am Lehrstuhl Systematische Theologie der Ruhr-Universität Bochum. Nach der Habilitation 1995 in Systematischer Theologie; Thema: „Die schöpferische Kraft des Wortes: Die Bedeutung der Rhetorik für Luthers Schöpfungs- und Ethikverständnis“ wurde er 1995 Professor für Ethik an der EFH Bochum.

## Schriften (Auswahl)
- Theologische Ethik und politische Identität. Das Beispiel des Theologen Walter Künneth. Bochum 1990, ISBN 3-925895-24-8.
- Die schöpferische Kraft des Wortes. Die Bedeutung der Rhetorik für Luthers Schöpfungs- und Ethikverständnis. Neukirchen-Vluyn 1999, ISBN 3-7887-1675-4.
- mit Johannes Eurich: Diakonie in der Sozialökonomie. Studien zu Folgen der neuen Wohlfahrtspolitik. Leipzig 2013, ISBN 978-3-374-03152-8.
- Lehrbuch Ethik. Grundlagen, Problemfelder und Perspektiven. Basel 2015, ISBN 3-7799-3076-5.